# Way of the Samurai 3
Way of the Samurai 3 (侍道3, Samurai Dou 3) és un videojoc d'aventures, que va ser anunciat a l'edició de l'octubre del 2005 de la revista japonesa Famitsū. La revista va esmentar que es llançaria el 2007 al Japó. Finalment desenvolupat per Acquire i publicat per Spike el 13 de novembre de 2008 al Japó per la PlayStation 3, i posteriorment portat a l'Xbox 360. És la seqüela dels jocs de PlayStation 2 Way of the Samurai i Way of the Samurai 2. Una seqüela, Way of the Samurai 4, va ser llançat per a la PlayStation 3 el 2011.
La versió en anglès del joc es va publicar a l'Amèrica del Nord per part dels editors UFO Interactive Games (Xbox 360) i Agetec (PS3) el 13 d'octubre de 2009. Va ser alliberat per a Microsoft Windows per Ghostlight el 23 de març de 2016.

## Argument
L'ambientació és al període Sengoku. La història té lloc a Amana, una terra fictícia regida per un nou senyor feudal, Fujimori Shuzen, que havia enderrocat al seu ex-superior, Lord Sakurai, i es va convertir en el nou governant. El clan Fujimori és una força emergent a Amana i té molts enemics al seu territori. Per tal de protegir el seu domini, forcen els agricultors i els vilatans a sobreexplotar-se i imposar-los impostos per reforçar la seva força armada. Per això, la gent d'Amana està començant a sentir-se descontenta amb el clan Fujimori.
Hi ha tres faccions principals a Amana: el clan Fujimori, el clan Ouka i els vilatans de Takatane. El clan Ouka està format per vassalls del clan Sakurai i els desafiats que desitgen poder. Volen derrocar el clan Fujimori. Els vilatans de Takatane són persones harmonioses que només desitgen la pau.

## Jugabilitat
Els jugadors participen directament en la trama escollint diàlegs i accions en el joc. Una nova característica del joc és que els jugadors poden treure la seva arma en qualsevol moment durant les escenes cinemàtiques.
Hi ha 22 finals. Després de completar el joc, els jugadors conservaran les armes, els objectes, les peces que obtinguessin, els diners, així com les estadístiques físiques, habilitats i tècniques apreses per a futures repeticions.
Segons el que van fer en el joc, els jugadors rebran un títol de final del joc i punts de samurai. Hi ha 50 títols diferents, que van des de "Nobody" a "Samurai 4EvR!". Els punts de samurai totals s'utilitzen per desbloquejar secrets, caps, roba i habilitats.
El joc anima els jugadors a ser honorables, perquè perdran els punts de Samurai totals en fer actes malvats i no podran desbloquejar secrets.

### Moviment i temps
Els jugadors poden caminar d'un lloc a un altre o viatjar a l'instant entre zones fent servir el mapa. Si es fa servir el mapa, el temps avança. A Amana hi ha vuit zones: Kuchihagahara, Guard Gate, Posting Station, Takatane Village, Omiki Town, Castle Amana, Castle Minori, i The Road. Les àrees que tinguin esdeveniments es marquen amb un "!" per permetre als jugadors seguir la història fàcilment.
L'hora es mostra amb un rellotge a l'extrem superior dret de la pantalla. Un minut en el joc és igual a un segon a la vida real. El temps avança a mesura que avança el dia; matí, migdia, vespre, nit, mitjanit i alba. Alguns esdeveniments només ocorren en una determinada hora del dia. A diferència dels jocs anteriors, no hi ha límit de dia en aquest joc.
La "casa segura" que es va presentar per primera vegada a "Way of the Samurai 2" torna, però aquesta vegada es pot caminar. A l'interior de la casa es pot trobar un llit, una caixa forta per a armes, una caixa de diners, una caixa d'objectes, un armari i una caixa de peces.

### Combat
Way of the Samurai 3 se centra en el combat amb espases. Hi ha més de 100 armes al joc, incloent espases, llances, i fins i tot algunes armes de broma com pals, ceba verda, tonyina, escombres i aixades. Els jugadors poden agenollar-se i demanar pietat si estan perdent la lluita. Els NPC també poden fer-ho.
La tècnica de "parada" introduïda en l'últim joc va ser descartada. Ara s'utilitza el sistema "empènyer i tirar" com en el primer joc, així com una nova tècnica de "execució instantània" (hit-satsu) anomenada "visió de la mort", que s'activa després d'un awase amb èxit. Després d'una execució instantània, és possible cometre una execució en cadena (ren-satsu) només apropant-se als oponents i prement els botons correctes.
Amb el mode d'atac contundent ACTIVAT, el samurai farà servir el costat rom de la fulla esmolada i, com a resultat, els enemics seran noquejats. Quan es fa servir un atac contundent, l'execució instantània està desactivada.
Les armes guanyaran experiència i pujaran de nivell. Es poden aprendre noves habilitats augmentant de nivell les armes. Al nivell màxim (50), l'arma tindrà una durabilitat infinita i esdevindrà irrompible. Es poden aprendre tècniques de lluita desarmada i de doble espasa ninja llegint pergamins. Les habilitats apreses ara es registren amb el personatge principal i més tard es poden assignar a armes de nova creació. Un cop s'hagin après totes les habilitats per a una posició d'espasa (com la posició mitjana), es desbloquejarà un trofeu de domini de la posició.

### Espases i llances
El jugador pot millorar les estadístiques i els valors de les seves espases visitant els ferrers. A més a més, Way of the Samurai 3 és el primer de la sèrie que permet als jugadors construir la seva pròpia katana o llances recollint peces com ara fulles esmolades (fundes incloses), guardes, agafadors, empunyadures, i portar-los als ferrers. Aleshores, els jugadors poden establir una posició i assignar-hi moviments, i fins i tot poden anomenar la seva nova arma. Segons el bloc oficial, hi ha unes 200 peces originals i més de 750 habilitats per triar.
Les espases encara es divideixen en set tipus: posició mitjana (chūdan-no-kamae), posició superior (jōdan-no-kamae), posició inferior (gedan-no-kamae), posició lateral (waki-gamae), posició única (amb una sola mà), posició de dibuix (esgrima/battōjutsu) i posició ninja. El jugador pot obtenir l'habilitat "empunyadura doble" després d'aconseguir un cert nombre de Punts Samurai.
Una nova estadística per a les armes és "pes", que va de 0 (lleuger) a 8 (inamovible). Les armes pesades són molt lentes.

### Socis
Una altra novetat notable és el sistema de "partner" (soci). Hi ha personatges que no són jugadors a Amana que poden seguir el jugador. Hi ha 14 socis (18 a la versió Plus), des d'una vídua amb llança fins al fantasma d'una dona assassinada fins a una nena gat anomenada "Nya-Nya" (miau miau). Cadascun d'ells té diferents habilitats, des d'ajudar en combat fins a sostenir armes/objectes/peces. El punt màxim de relació de cada soci és del 7,14%. Per tenir el 100%, el jugador ha d'augmentar la relació amb tots els socis disponibles.

### Ocupació i minijocs
Els jugadors poden fer treballs per a qualsevol dels tres bàndols. Treballar per a un costat augmentarà la popularitat del personatge principal amb aquest costat, i aterrir-lo farà que l'odiïn. Algunes d'aquestes feines inclouen cuidar un gos, trobar nens fugitius, castigar els lladres d'aliments, rescatar nadons segrestats o simplement matar algú.
A més de diverses "feines" normals proporcionades per quatre corredors diferents, hi ha alguns minijocs com "tocar la campana", "tallar verdures", "desmuntar la tonyina gegant" i "fer mochi (pastissos d'arròs enganxós)".

## Rebuda
Famitsū va donar aquest joc una puntuació 31/40 (8-7-8-8). Es van vendre 80.000 còpies en els tres primers dies al Japó.
Gamesradar va trobar "7 motius per fer un cop d'ull a Way of the Samurai 3". Chris Roper d'IGN va escriure una ressenya, donant-li un total de 6,5 per tenir gràfics de "jocs de PS2", combat "meh", i "no és prou sandbox per construir realment un castell". El 30 de novembre de 2009, GameSpot va publicar un comentari per a aquest joc, amb una puntuació de 5,5 / 10.

## Versió "Plus"
Una nova versió del joc va ser llançat per a PS3 al Japó com a Way of the Samurai 3 Plus, amb contingut addicional, inclosos quatre companys més (Osei, Itsuse, Araragihime i Sensei). Aquest contingut no estarà disponible a la versió anglesa del joc. La captura de moviment era digital i es posava en joc, cadascuna basant-se en les tècniques de combat i el moviment. La captura de moviment va ser proporcionada per Acquire Studios a Flint (Michigan).